# UFO (serie de televisión)
UFO fue una serie televisiva británica de ciencia ficción de culto emitida en 1970 y creada por el matrimonio de Gerry Anderson y Sylvia Anderson con Reg Hill para la compañía ITC Entertainment. Trata sobre una invasión alienígena al planeta Tierra en la década de 1980.

## Historia
Solo se produjo una temporada de 26 episodios (incluido el piloto) de cuarenta y cinco minutos. Se emitió por primera vez en el Reino Unido y Canadá entre 1970 y 1971, y en Estados Unidos en los siguientes dos años.
Los Anderson habían realizado anteriormente con éxito varios programas de ciencia ficción para niños con maquetas y marionetas, entre ellas Supercar, Fireball XL5, Stingray, Thunderbirds, Captain Scarlet and the Mysterons y Joe 90. Ya en la serie The Secret Service utilizaron una combinación de marionetas y actores en vivo.
Su película de ciencia ficción con actores Doppelgänger (también denominada Journey to the Far Side of the Sun) se considera precursora inmediata de la serie, primera para ellos con actores reales. La serie presentaba actores, disfraces, accesorios, ubicaciones y música que habían aparecido en la película, y once miembros del reparto de la película aparecieron en al menos un episodio de OVNI. Tras el éxito de la serie, se planeó una continuación muy semejante pero con distinta historia titulada en un principio OVNI 1999, que luego se convertiría en Space: 1999.

## Argumento
La premisa de la serie es que en el todavía futuro año 1980 (la fecha indicada en los créditos de apertura), la Tierra está siendo visitada intermitentemente por naves extraterrestres de un planeta moribundo que están secuestrando humanos y extrayendo sus órganos para sus propios cuerpos. 
Como se especula que las incursiones extraterrestres pueden ser el preludio de una posible invasión a gran escala, se ha creado una agencia militar internacional secreta de alta tecnología llamada SHADO (acrónimo de Supreme Headquarters Alien Defence Organization) para defender a la Tierra y a la humanidad contra los alienígenas misteriosos y aprender más sobre ellos, mientras que al mismo tiempo se mantiene la amenaza de una invasión alienígena oculta al público. Los cuarteles generales se encuentran en el subsuelo bajo unos estudios de TV que sirven de cortina. Straker, de gran carisma, gobierna como una máquina pensante y con gran autoridad su organización que fue creada bajo su conceptos e ideas y la defiende a ultranza. A su vez, Straker debe rendir cuentas como  sus acciones e informes al consejo que provee los fondos presidido por su antagonista, el rudo general Henderson.
La defensa se articula a tres niveles: una base militar lunar con tres naves interceptoras que intentan destruir las naves que son detectadas en el espacio por el satélite SID (Space Intruder Detector), una segunda línea de defensa en la tierra con unidades móviles de ataque y una tercera en el océano, donde diversos submarinos SkyDiver pueden hacer despegar a su vez aviones para interceptar a los ovnis en el aire. 
Durante casi todos los capítulos, se repite la acción catenaria: Detección, seguimiento, ataque de ovnis y defensa de los humanos.
Los ovnis poseen una inquietante apariencia de peonza giratoria invertida, plateada y ululante y no pueden permanecer mucho tiempo en la Tierra sin autodestruirse, salvo que estén sumergidos en agua. Pueden acelerar a velocidades impresionantes y son capaces de disparar rayos semejantes al laser. Casi siempre son detectados por el SIDO o satélite en orbita terrestre o por la base lunar y así se les hace un seguimiento.
Los alienígenas, aparentemente, son más adelantados tecnológicamente que los terrestres, y en su viaje van sumergidos en un extraño medio acuático para soportar las extremas aceleraciones del viaje; nunca aparecen identificados con un nombre, lo que los convierte en particularmente "extraños", incomprensibles para la lógica de los códigos humanos, así como temibles, ya que además pueden "poseer" mentalmente a algunos seres humanos.
Los alienígenas son similares al humano, viven en un mundo distante, extraño y en decadencia, visten en casi todas sus apariciones un traje espacial rojo con accesorios plateados y su casco está inundado de un líquido verde. Pueden influir en las mentes de los humanos e incluso en animales, cuando se desprenden del casco, cosa que rara vez hacen; tienen una piel con tinte verdoso y una apariencia similar a la humana.

## Descripción
La interpretación de los actores es bastante seria. Sus razonamientos discurren en un sentido lógico y analítico, y sus decisiones se basan en parte en resultados computacionales. La interpretación carece del sentido del humor, lo que proporciona a la historia un particular tono angustioso y dramático muy bien conseguido. La interpretación del dedicado coronel Straker está muy bien lograda por Ed Bishop. 
La serie se toma muchas libertades en cuanto a su realismo científico dentro del ámbito de su género.  Los guiones a ratos tienden a perder la continuidad de la idea a través de los capítulos y a veces se dispersa la trama.
La lealtad a toda prueba del círculo de Straker y la recurrencia del control de psiquis es una característica que se repite en los argumentos.
En casi todos los capítulos aparece el coronel Foster y el coronel Freeman como personas de absoluta confianza, lealtad y cercanía, la teniente Lake se incorpora alternativamente al círculo de hierro de Straker. Las relaciones personales o románticas son dejadas de lado en pos de profesionalismo y objetivo de SHADO; aunque que se dejan entrever en varios pasajes.
La usanza de las vestimentas recuerdan al estilo Mao, ambientaciones, acomodaciones al estilo art decó y otros detalles visuales son muy similares a los que aparecen en el film 2001: Odisea del Espacio. Los antagonistas extraterrestres se presentan con aspecto humano, pero de piel verdosa y trajes en color rojo que recuerdan a los astronautas del programa Gemini.
Se utilizan exteriores de edificios muy modernos y vehículos de aspecto futurista. Los interiores son ergonómicos y con la inserción de computadoras, paneles de control con cientos de teclas y pantallas informativas en ambiente D.O.S. que en la época aun estaban en desarrollo. Windows en esa época aún no existía.
En la serie se utilizan elementos similares a los usados en otras anteriores de los Anderson, tales como vehículos acorazados de ataque, exploración y detección. En algunos capítulos se usa la combinación de supermarionetas con actores reales que, en forma alternada, ayuda a los efectos especiales.
En los capítulos 24, Fracción de segundo y el capítulo 25, Lavado de cerebro, se hace "break" con un "close up" que muestra los directores, productores, escenarios y tramoyas; los Anderson hacen un cameo y se muestran los estudios de rodaje.

## Capítulos
| Número | Título en español           | Número | Título en español         |
| ------ | --------------------------- | ------ | ------------------------- |
| 1      | Episodio piloto             | 14     | Triangulo trágico         |
| 2      | Computadora detective       | 15     | Poderes sobrenaturales    |
| 3      | El pasaje secreto           | 16     | ¡Eliminen a Straker!      |
| 4      | Descubierto                 | 17     | Atrapados en un submarino |
| 5      | Superviviente               | 18     | Los sonidos del silencio  |
| 6      | Conflicto                   | 19     | Las diez vidas del gato   |
| 7      | El pasaje Dalotek           | 20     | Destrucción               |
| 8      | Una cuestión de prioridades | 21     | El hombre que regresó     |
| 9      | Prueba peligrosa            | 22     | Las psicobombas           |
| 10     | Puesto de responsabilidad   | 23     | Reflejos en el agua       |
| 11     | El triangulo cuadrado       | 24     | Fracción de segundo       |
| 12     | Corte marcial               | 25     | Lavado de cerebro         |
| 13     | Primer plano                | 26     | Un largo sueño            |

## Premios
La serie obtuvo el Premio Seiun en Japón.

## Reparto
UFO disponía de un reparto muy extenso, pero mantenía un personal de actores de base en los 26 capítulos.
Actores recurrentes:
- Coronel Straker, Director de SHADO:  Ed Bishop
- Coronel Alec Freeman, subdirector SHADO: George Sewell
- Coronel Paul Foster:  Michael Billington
- Teniente Nina Barry: Dolores Mantez.
- Teniente Virginia Lake: Wanda Ventham
- Teniente Gay Ellis : Gabrielle Drake

## Directores
Gerry Anderson (creador),  Sylvia Anderson (creador),  David Lane,  Ken Turner, Alan Perry,  Jeremy Summers,  David Tomblin y  Cyril Frankel.

## Guionistas
Tony Barwick, Gerry Anderson, Sylvia Anderson, Reg Hill, David Tomblin, Ruric Powell, Alan Fennell, Terence Feely.

## Música
La banda sonora fue creada por Barry Gray.